# Saint-Marc-des-Carrières
Pour les articles homonymes, voir Saint-Marc et Carrières.
Saint-Marc-des-Carrières est une ville du Québec (Canada), située dans la municipalité régionale de comté de Portneuf, dans la région administrative de la Capitale-Nationale.

## Toponymie
Entre 1901 et 1911, le lieu étaient identifiés sous l'appellation « Châteauvert » rappelant le patronyme de Georges Châteauvert  propriétaire de carrières et premier maire de l'endroit de 1901 à 1903. On a inclus cet élément dans la dénomination municipale. « Saint-Marc » témoigne de l'impression qu'avait exercée sur le cardinal Bégin la basilique Saint-Marc de Rome.

## Histoire
Les carrières de pierre de taille (calcaire de Trenton) ont fait la renommée de la ville. Elles sont connues depuis 1806.
En 2004, la municipalité du village de Saint-Marc-des-Carrières devenait la ville de Saint-Marc-des-Carrières.

### Héraldique
| Sagesse que de Gouverner sans Violence |
| -------------------------------------- |

| L'écu de Saint-Marc-des-Carrières se blasonne ainsi : De gueules à un lion d'argent armé et lampassé de greules tenant dans ses griffes l'évangile de St-Marc, au chef d'azur, chargé de trois fleurs de lys d'or. |

## Géographie
La rivière La Chevrotière traverse le sud de la municipalité.

## Démographie
| 1981  | 1986  | 1996  | 2001  | 2006  | 2011  | 2016  | 2021  |
| ----- | ----- | ----- | ----- | ----- | ----- | ----- | ----- |
| 2 822 | 2 804 | 2 955 | 2 855 | 2 774 | 2 862 | 2 911 | 2 901 |

## Administration
Les élections municipales se font en bloc pour le maire et les six conseillers.
| Saint-Marc-des-Carrières Maires depuis 2001                                                                          |                |                                  |          |
| Élection | Maire          | Qualité                          | Résultat |
| 2001 | Michel Matte   |                                  | Voir     |
| 2005 | Michel Matte   | Voir                             |          |
| 2009 | Guy Denis      |                                  | Voir     |
| 2013 | Guy Denis      | Voir                             |          |
| 2017 | Guy Denis      | Voir                             |          |
| sept. 2020 | Maryon Leclerc | Directeur-général pendant 25 ans | Voir     |
| 2021 | Maryon Leclerc | Directeur-général pendant 25 ans | Voir     |
| Élection partielle en italique Depuis 2005, les élections sont simultanées dans toutes les municipalités québécoises |                |                                  |          |

## Personnalités
Personnalités nées à Saint-Marc-des-Carrières :
- Jean-Louis Frenette (député)
- Raymond Gravel (député provincial)
- Chantal Petitclerc (athlète paralympique)